# Vecchia Calabria
Vecchia Calabria (titolo originale: Old Calabria) è un saggio di Norman Douglas la cui prima edizione in lingua originale è stata pubblicata nel 1915.
È un libro di viaggio dove per "Calabria" si intende un territorio compreso nelle attuali regioni Basilicata, Calabria e Puglia meridionale. L'autore, britannico nato in Austria nel 1869, dal 1898 visse principalmente in Italia, dapprima nell'isola di Capri e successivamente a Firenze. La prima edizione italiana fu pubblicata nel 1962.

## Storia editoriale
Old Calabria fu terminato da Norman Douglas alla fine del 1913 a Londra, dove l'autore era redattore della rivista letteraria The English Review. Douglas si era recato in Calabria almeno quattro volte prima del 1915: nel 1907, nel 1909 (per portare soccorso ai terremotati), nel 1911 e nel 1912. Il racconto di Vecchia Calabria è probabilmente una miscellanea di accadimenti occorsigli nei viaggi anteriori alla pubblicazione del libro. Alcuni capitoli erano stati scritti anni prima per essere pubblicati come narrazioni autonome su riviste. 
La prima edizione in inglese fu pubblicata nel 1915 da Martin Secker. Nel 2015 venne pubblicata una nuova edizione, rivista e aggiornata; la tiratura di entrambe le edizioni fu di 1000 copie.
Nell'Italia fascista i saggi di Norman Douglas, come pure quelli di George Gissing, non furono tradotti in italiano. La prima edizione in lingua italiana fu pubblicata nel 1962 e ristampata più volte; nel secolo in corso sono state pubblicate nuove edizioni nell'Italia meridionale.

## Contenuto

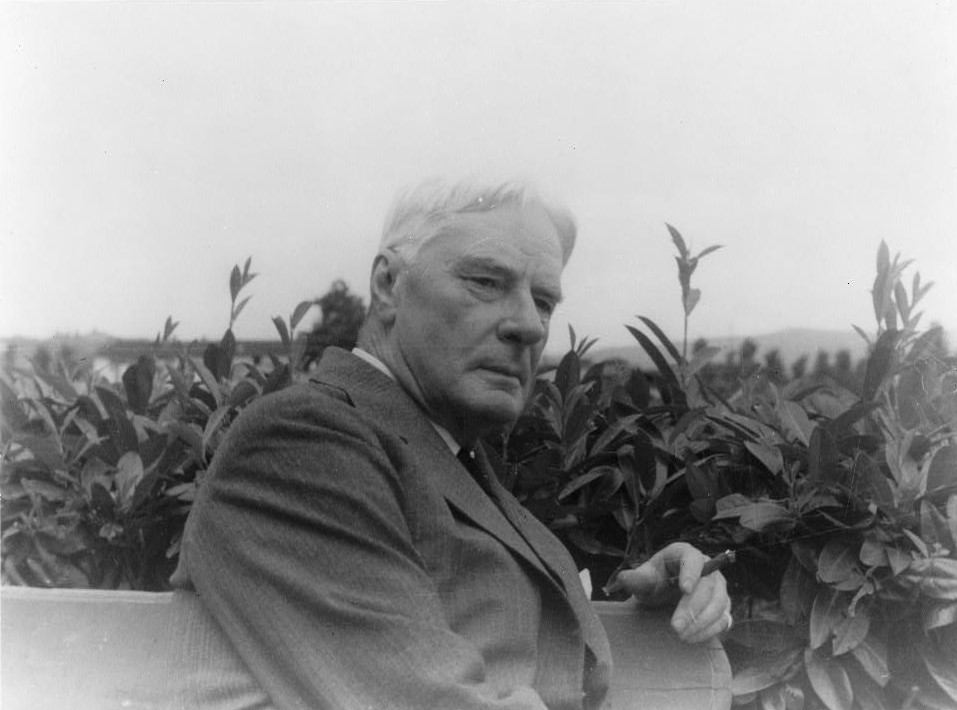
Ritratto di Norman Douglas

Il termine "Calabria" non si riferisce all'attuale regione, inesistente nei primi anni del XX secolo, ma a un antico territorio medievale comprendente parte della Basilicata, Calabria e Puglia meridionale. Old Calabria  si presenta come una serie di divagazioni su un viaggio da Lucera, nelle Puglie, a Crotone, nelle Calabrie, ed è il risultato di diversi viaggi nell'Italia meridionale fatti da Norman Douglas in carrozza, sul dorso di un mulo, in treno e a piedi a partire dal 1907 fino al 1912. L'autore ripercorre in parte l'itinerario descritto in due precedenti resoconti di viaggio: La Grande Grèce dell'archeologo francese François Lenormant e Sulla riva dello Jonio (By the Ionian Sea) dell'inglese George Gissing.
I temi sui quali si sofferma maggiormente l'attenzione di Norman Douglas sono soprattutto l'esotismo del paesaggio, richiamato di solito con un ricco corredo di informazioni archeologiche e geologiche, lo studio dell'ambiente, i problemi sociali ed economici (quali rimboschimento, irrigazione, igiene), la religione, il costume e la mentalità dei diversi gruppi etnici, la storia e la cronaca dei passato, la politica; il tutto accompagnato da citazioni di autori antichi e moderni, curiosità dotte o da ricordi di persone o di fatti o di viaggi precedenti. Douglas ritiene che il centro di una città costituisce il primo centro della classe agiata e che solo dialogando con un gruppo di cittadini riuniti a conversare si potrebbe tastare il polso del paese e sondare anche l'accoglienza della gente.Secondo Douglas, l'ambiente calabrese, seppur aspro e difficile, contrasta in qualche modo con «la patologica mestizia degli uomini del Nord Europa».

### Capitoli
1. Lucera Saracena
2. La città di Manfredi
3. L'angelo di Manfredonia
4. Culto cavernicolo
5. Terra d'Orazio
6. A Venosa
7. La fonte Bandusia
8. Coltivatori del suolo
9. Viaggio ancor più a sud
10. Il frate volante
11. Vicino al mare interno
12. Molle Tarentum
13. Nella giungla
14. I draghi
15. Bizantinismo
16. Riposo a Castrovillari
17. L'antica Morano
18. Gli intrusi africani
19. Gli altipiani del Pollino
20. Una festa in montagna
21. Milton in Calabria
22. La "Greca" Sila
23. Gli albanesi e il loro collegio
24. Un chiaroveggente albanese
25. Arrancando verso Longobucco
26. Fra i Bruzi
27. Brigantaggio calabro
28. La grande Sila
29. Caos
30. Verso Montalto
31. Santi meridionali
32. L'Aspromonte calamita delle nuvole
33. Musolino e la legge
34. Malaria
35. Da Caulonia a Serra
36. Ricordi di Gissing
37. Cotrone
38. Il saggio di Crotrone
39. Mezzogiorno a Petelia
40. La Colonna

## Critica
Numerosi critici e lettori hanno giudicato Old Calabria il capolavoro di Norman Douglas. Il principale biografo di Douglas, Mark Holloway, pur dando un giudizio positivo su Old Calabria, ritiene tuttavia l'insieme poco omogeneo: Douglas avrebbe assemblato alcuni saggi, che dovevano essere pubblicati singolarmente, ma non li avrebbe modificati. A proposito dei libri di viaggio di Norman Douglas, Raffaele La Capria afferma che «ci parlano di un’Italia umile e antica (...) un'Italia precristiana e quasi pagana, che non esiste più» caratterizzati da «un’erudizione così minuta e sterminata, completata da una conoscenza di tipo scientifico che comprende la fauna, la flora, la geologia, l’antropologia, l’archeologia e così via». Per Francesco Bevilacqua, Douglas ha il dono di descrivere il paesaggio con il linguaggio dell'esploratore colto, ma «con un pathos, una partecipazione, una capacità di scendere nel profondo del senso dei luoghi che pochi altri descrittori sapranno eguagliare».

## Edizioni

### In lingua originale
- (EN) Old Calabria, 1ª ed., London, Secker, 1915.
- (EN) Old Calabria, New edition, London, Secker, 1920.
- (EN) Old Calabria, introduction by John Davenport, New edition, London, Secker & Warburg, 1956.
- (EN) Old Calabria: Old Calabria: Travels Through Historic Rural Italy at the Turn of the 20th Century, Independent Publishing, 2018, ISBN 978-1986145497.

### In lingua italiana
- Vecchia Calabria, traduzione di Grazia Lanzillo e Lidia Lax, Introduzione di John Davenport, 1ª ed., Milano, Aldo Martello, 1962.
- Vecchia Calabria; traduzione di Grazia Lanzillo, Lidia Lax; introduzione di John Davenport; Firenze: Giunti-Martello, 1978
- Vecchia Calabria; traduzione di Grazia Lanzillo, Lidia Lax; introduzione di John Davenport; Firenze: Giunti, 2000, ISBN 88-09-20266-X
- Vecchia Calabria; traduzione di Grazia Lanzillo, Lidia Lax; introduzione di John Davenport; postfazione di Giuseppe Merlino; nota bibliografica di Ciro Sandomenico, Capri: La conchiglia, 2004, 561 p., ISBN 88-86443-70-6
- Vecchia Calabria; introduzione di John Davenport, Locri: Franco Pancallo Editore, 2001, 343 p., ISBN 978-88-6456-221-6